# Сангалу, Ивечи

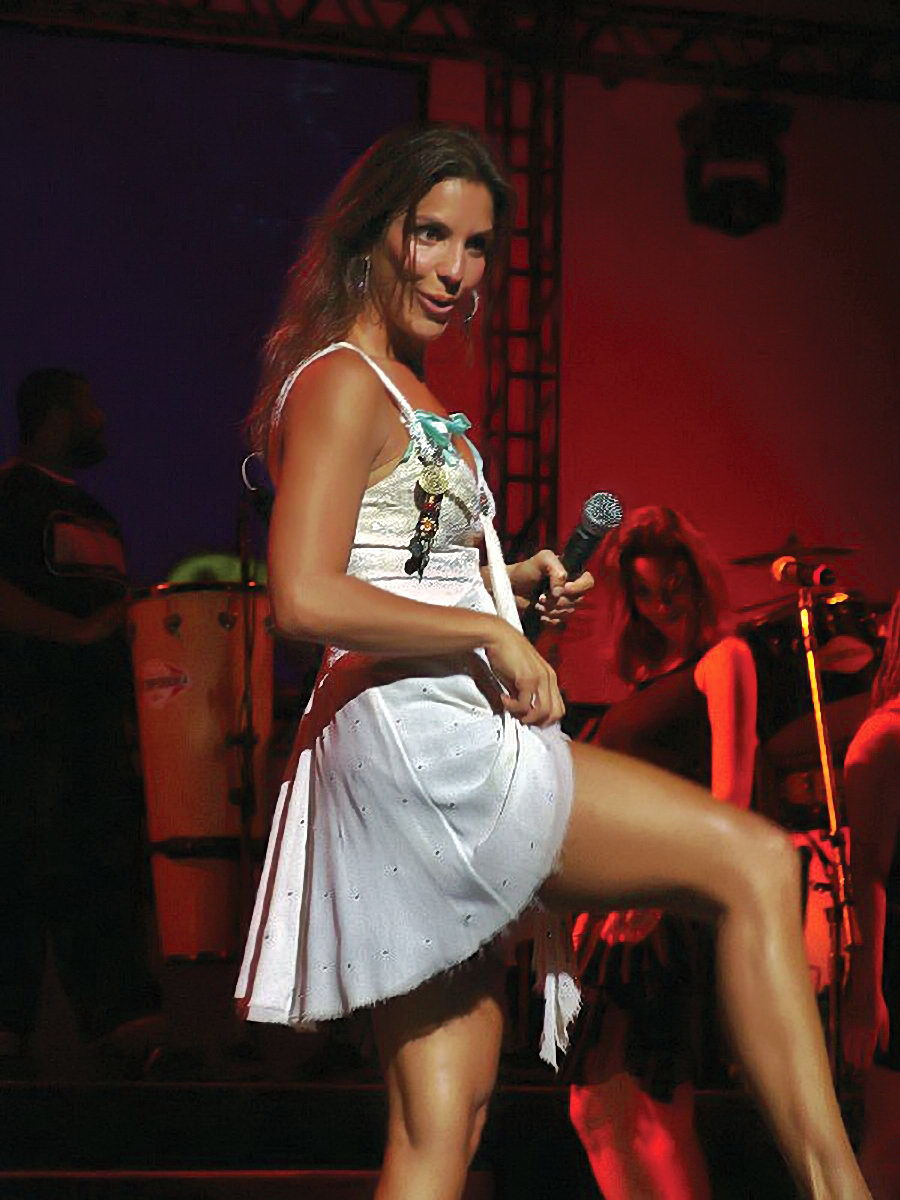

Ивечи Мария Диас ди Сангалу Кади (порт.-браз. Ivete Maria Dias de Sangalo Cady; род. 27 мая 1972, Жуазейру, штат Баия, Бразилия) — бразильская певица, выступающая в жанрах аше и MPB, автор песен, актриса и телеведущая. Сангалу является самой успешной по количеству проданных дисков современной бразильской певицей, с шестью альбомами, выпущенными группой Banda Eva с её участием, и ещё семью альбомами в течение её сольной карьеры. Ивече очень известна своим мощным голосом, обаянием и живыми концертами. Её музыка также популярна в Португалии.

## Биография
Ивети Сангалу родилась в городе Жуазейру, штат Баия, где провела всё своё детство. Она начала свою карьеру певицы в школьных мероприятиях, после чего начала петь в барах. Вскоре после этого на неё обратила внимание Sony Music, с которой она подписала контракт.
В 1993 году руководство Sony Music решило реформировать группу стиля аше Banda Eva, и Ивечи была выбрана на роль её солистки. Её харизматичный вид сделал уже первый альбом группы лидером бразильских хит-парадов. Её живой альбом с этой группой Banda Eva Ao Vivo стал её самым популярным альбомом и был распродан тиражом более чем в миллион копий.
В 1997 году она решила начать сольную карьеру и в 1999 выпустила свой первый собственный альбом. Этот альбом с ритмами баийской музыки и аше, получил золотую и платиновую сертификацию. Альбом, выпущенный на следующий год, Beat Beleza, также получил платиновую сертификацию. В 2000 году она выпустила альбом Festa («Праздник»), который стал её новым успехом и получил платиновый статус. Festa стала также её популярным синглом, а видеоклип был показан по многим телевизионным каналам и стала самой популярной песней 2001 года в Бразилии. В клипе на эту песню эпизодически снялось более чем 20 известных бразильских певцов. В 2002 году она выпустила новый альбом, Se Eu Não te Amasse Tanto Assim («Если я бы не любила тебя так сильно»), названный по названию нового хита, занявшего первую позицию бразильского хит-парада. Этот альбом, где она пела вместе с американским певцом Брайаном МакНайтом, не достиг популярности её предыдущих альбомов, но всё же был достаточно популярным. Следующий альбом, Clube Carnavalesco Inocentes Em Progresso, выпущенный в 2003 году, стал самым популярным из её альбомов, но и он получил лишь золотую сертификацию.
Альбом 2004 MTV Ao Vivo Ivete Sangalo стал сборником её самых популярных песен, многие из которых уже входили в предыдущие альбомы и даже включали хиты, исполненные вместе с Banda Eva. Альбом получил большую популярность, особенно благодаря песне Sorte Grande, переименованной в народе в Poeira, и стал хитом бразильских футбольных матчей и радиостанций. Альбом получил бриллиантовую сертификацию и стал вторым по объёму продаж альбомом Бразилии 2004 года. DVD, который включал концерт, проведённый на стадионе Фонте-Нова, стал трижды бриллиантовым и был распродан в количестве 600 тысяч копий, став самым популярным по объёму продаж в Бразилии DVD во все времена и первым в мире за 2005 год.
Её альбом 2005 года, As Supernovas, получил трижды платиновую сертификацию вскоре после его выхода. Альбом включал песни в силе 1970-х годов, написанные под влиянием бразильского певца Эда Мотты. Также в альбом вошла песня Soy Loco por ti Americ авторства Жилберту Жила. Титульная песня альбома стала темой мыльной оперы канала Rede Globo, «Америка», благодаря чему стала очень популярной. Её новый сингл Abalou, не был так популярен, как предыдущие, но занял четвёртое место в бразильском хит-параде. Quando a Chuva Passar занял второе место и был номинирован на награду Латинская Грэмми, что было необычно для испаноязычной песни.
16 декабря 2006 года Ивети выступила на стадионе Маракана в Рио-де-Жанейро, в то время крупнейшем стадионе в мире, где выступали Пол Маккартни, Rolling Stones, Kiss, Police, Rush, RBD и Мадонна . Она была второй бразильской певицей, выступавшей на этом стадионе после Sandy & Junior в 2002 году. Этот концерт вышел на DVD в мае 2007 года. Если её предыдущий DVD был выпущен MTV Ao Vivo, этот вышел под лейблом Multishow Ao Vivo.
Крупнейшими хитами за её карьеру стали Sorte Grande (или Poeira, как её называли футбольные фанаты) и Festa; последний был самым популярным на радио и телевидении. Также большую популярность имел хит Quando a Chuva Passar.
Сейчас Ивети является самой популярной бразильской певицей по объёму продаж CD и DVD, хотя Ана Каролина подошла к ней близко по популярности. Также Ивети является одной из самых богатых бразильских певиц: она имеет собственный самолёт, владеет несколькими коммерческими предприятиями и получает самые большие в Бразилии гонорары за свои выступления — до 2 миллионов реалов за концерт. Благодаря ей звукозаписывающая компания, с которой она работает, Universal, стала самой прибыльной в Бразилии, обойдя Sony BMG.

## Политические взгляды
Согласно бразильской прессе, Ивети отказалась выступать на бразильском концерте Live Earth в знак протеста против политики США. Она заявила, что США, которые в наибольшей степени загрязняют окружающую среду, являются организаторами этого концерта, и она бы выступила на нём, если бы он был организован бразильцами. Однако, по версии её менеджеров, она просто не достигла согласия с продюсерами концерта.
Также Ивети были одним из организаторов движения антиправительственного протеста Cansei.

## Оценка творчества
New York Times положительно оценила шоу певицы в Мэдисон Сквер Гарден, сравнивая Сангалу с Бейонсе и Шакирой и говоря, что у Сангалу есть сильная энергия и обаяние. Статья указывает, что языковой барьер является главной проблемой для её международной карьеры и успеха.